# 125街車站 (IRT百老匯-第七大道線)
125街車站（英語：125th Street station），曾被名為曼哈頓街車站（英語：Manhattan Street station），是紐約地鐵IRT百老匯-第七大道線一個慢車地鐵站，位於曼哈頓曼哈頓維爾（晨邊高地與哈萊姆區附近）125街及百老匯交界，設有1號線（任何時候停站）列車服務。

## 車站結構
| P 月台層 | 側式月台 | 側式月台                                  |
| P 月台層 | 北行慢車 | ← 往范科特蘭公園-242街 (137街-市立學院)   |
| P 月台層 | 尖峰快車 | → 無定期服務                              |
| P 月台層 | 南行慢車 | → 往南碼頭 (116街-哥倫比亞大學) →         |
| P 月台層 | 側式月台 |                                           |
| M        | 夾層     | 往出入口、車站詢問處、MetroCard自動售票機 |
| G        | 街道     | 出入口                                    |

此站是曼哈頓峽谷高架橋唯一的車站，由122街起跨過曼哈頓維爾到135街並自1983年起成為國家史蹟名錄。此高架橋容許列車以相對較平坦避免陡削的坡度通過峽谷。總長2174英呎，跨過125街的鋼拱橋全長168.5英呎。
此站作為原初地鐵的一部分，擁有兩個側式月台和三條軌道。中央軌道不營運。

## 外部連結
- nycsubway.org—IRT West Side Line: 125th Street
- nycsubway.org – River to River Artwork by Wopo Holup (1991)（页面存档备份，存于）
- Station Reporter – 1 Train
- Forgotten NY – Original 28 - NYC's First 28 Subway Stations（页面存档备份，存于）
- The Subway Nut – 125th Street Pictures（页面存档备份，存于）
- 125th Street entrance from Google Maps Street View
- Tiemann Place entrance from Google Maps Street View
- Platforms from Google Maps Street View